# Berepülés
A berepülés általában kísérleti légi járművel vagy nagyjavítás után végrehajtott olyan repülés, melynek során a légi jármű üzemképességi fokának, műszaki paramétereinek meghatározását végzik. A berepülést speciálisan kiképzett berepülőpilóta végzi.
A berepülés során vizsgálni kell:
- a motor vagy hajtómű fel- és leszállási teljesítményét
- a repülőgép legnagyobb emelkedési sebességét
- a repülőgép stabilitását és kormányozhatóságát
- a legnagyobb vízszintes repülési sebességet
- az átesési sebesség értékét
- a dugóhúzóban való viselkedést
- az üzemanyag-fogyasztást
- a legnagyobb repülési távolságot
- a motor vagy hajtómű viselkedését különféle repülési helyzetekben
- a motor vagy hajtómű hűtési rendszerének működését
- a rádió és a navigációs berendezés működését
- a repülőgép műszer-, oxigén-, és fegyverzeti rendszereinek működését

A berepülés során a repülőgépet különféle magasságokon a legnagyobb vízszintes repülési sebességre kell felgyorsítani, ez a repülőgép egyik legfontosabb mutatója. A berepülőpilóta vízszintes mérőszakaszokat repül; a vízszintes repülést a repülőgép felgyorsítása és az állandósult sebesség elérése után „teljes gázzal” járatott motorral hajtja végre. A mérés során pontosan vízszintesen kell repülni, ettől való látszólag kis eltérés is jelentős hibát jelenthet a mérésben. Általában a teljes gázadás után a vízszintes repülés időtartamának legalább 5 percnek kell lennie. A gyorsulásmentes, állandósult üzemviszonyok mellett legalább 2 percig kell repülni.

## Más jelentés
Idegen légi járműnek egy adott ország légterébe való, engedély nélküli behatolása.